# Rhopalothrix weberi
Rhopalothrix weberi é uma espécie de formiga do gênero Rhopalothrix, pertencente à subfamília Myrmicinae.